# Campionati europei di bob 1972
I Campionati europei di bob 1972, nona edizione della manifestazione organizzata dalla Federazione Internazionale di Bob e Skeleton, si sono disputati dal 13 al 20 gennaio 1972 a Sankt Moritz, in Svizzera, sulla pista Olympia Bobrun St. Moritz–Celerina, il tracciato naturale sul quale si svolsero le competizioni del bob e dello skeleton ai Giochi di Sankt Moritz 1928 e di Sankt Moritz 1948 e la rassegna continentale del 1968. La località elvetica ha quindi ospitato le competizioni europee per la seconda volta nel bob a due uomini e nel bob a quattro.

## Risultati

### Bob a due uomini
La gara si è svolta il 13 e il 14 gennaio 1972 nell'arco di quattro manches.
| Pos. | Atleti                               | Nazione        | Tempo   | Distacco |
| ---- | ------------------------------------ | -------------- | ------- | -------- |
|      | Wolfgang Zimmerer Peter Utzschneider | Germania Ovest | 5:09.35 |          |
|      | Horst Floth Pepi Bader               | Germania Ovest | 5:10.07 | +0.72    |
|      | Jean Wicki Edy Hubacher              | Svizzera       | 5:12.01 | +2.66    |
| 4    | Hans Candrian Gaudenz Beeli          | Svizzera       | 5:12.73 | +3.38    |
| 5    | Herbert Gruber Josef Oberhauser      | Austria        | 5:13.49 | +4.14    |
| 6    | Klaus Heiß Theo Hauptmann            | Germania Ovest | 5:13.74 | +4.39    |
| ...  | ...                                  | ...            | ...     | ...      |

### Bob a quattro
La gara si è svolta il 19 e il 20 gennaio 1972 nell'arco di quattro manches.
| Pos. | Atleti                                                            | Nazione          | Tempo   | Distacco |
| ---- | ----------------------------------------------------------------- | ---------------- | ------- | -------- |
|      | Hansruedi Müller Herbert Ott Rudolf Born Hans Hiltebrand          | Svizzera-3       | 4:58.80 |          |
|      | Herbert Pitka Hermann Pschorr Helmut Wurzer Franz Frey            | Germania Ovest-1 | 4:59.51 | +0.71    |
|      | Werner Delle Karth Fritz Sperling Walter Delle Karth Werner Moser | Austria-1        | 5:00.02 | +1.22    |
| ...  | ...                                                               | ...              | ...     | ...      |

## Medagliere
| Pos.   | Paese          | Oro | Argento | Bronzo | Totale |
| ------ | -------------- | --- | ------- | ------ | ------ |
| 1      | Germania Ovest | 1   | 2       | 0      | 3      |
| 2      | Svizzera       | 1   | 0       | 1      | 2      |
| 3      | Austria        | 0   | 0       | 1      | 1      |
| Totale | Totale         | 2   | 2       | 2      | 6      |